# Larry Tesler
Lawrence Gordon Tesler, més conegut com a Larry Tesler (The Bronx, 24 d'abril de 1945 - 17 de febrer de 2020), fou un científic computacional estatunidenc que va treballar en el camp de la Interacció Humà-Ordinador, i també per Xerox PARC, Apple Computer, Amazon.com i Yahoo!.

## Biografia
Tesler va créixer a Nova York i es va graduar al Bronx High School of Science el 1961. Va assistir a la Universitat Stanford, on va estudiar Ciències Computacionals als anys seixanta, i va treballar un temps en el Laboratori d'Intel·ligència Artificial de Stanford.
Va contribuir el 1967 amb Douglas Engelbart en el desenvolupament per al Centre de Recerca Palo Alto (PARC) de Xerox per una interfície gràfica d'usuari amb ratolí, creant el sistema per a l'enviament d'ordres a un ordinador des d'un perifèric, que va revolucionar la informàtica en poder copiar fragments de textos i tornar-los a enganxar en el text. El 1980 Steve Jobs va contractar per Apple a Tesler, i tres anys després el 1983 va ser desenvolupador de Lisa, un Macintosh amb ratolí que va ser llançat comercialment per la companyia nord-americana el 1984. Al costat de Tim Mott va ser el creador del processador de textos Gypsy conegut per les funcions "copiar", "tallar" i "pegar" dels sistemes operatius pel qual va ser reconegut.
Al llarg de disset anys va desenvolupar els projectes AppleNet en els quals va desenvolupar el programari de QuickTime, AppleScript i Hypercard de Bill Atkinson, va treballar en els ordinadors Mac d'Apple i va dissenyar l'experiència de compra d'Amazon. El 2009 va entrar a formar part de l'equip de consultoria de Yahoo!.
Va morir als setanta-quatre anys. La notícia va ser anunciada a través del compte de Twitter de la companyia Xerox Corporation sense que se'n coneguessin les circumstàncies del decés.